# Bravado bravado
Bravado bravado är ett album från 1989 av Anders F Rönnblom.

## Låtlista
1. Ömhetsdesperado - 4:40
2. Osårbar - 3:35
3. Kärlek - 5:00
4. Vårregn - 5:10
5. Hula-hej - 3:40
6. Jazz - 4:35
7. Joker - 4:48
8. Ninas ögon - 4:25
9. Rebell - 4:12
10. Norrländska vatten - 4:50
11. Brevet (The Letter) - 5:20 (På CD-versionen)
12. Hur tystnad låter - 3:47 (Bonusspår på F-box utgivningen)